# Данилин, Владимир Николаевич (музыкант)
Владимир Николаевич Данилин (род. 2 декабря 1946, Домодедово) — российский джазовый аккордеонист и пианист. Является единственным джазовым аккордеонистом в России. С 1980 по 1983 год работал пианистом в биг-бэнде Олега Лундстрема. В середине 90-х вернулся к игре на аккордеоне после почти 25-летнего перерыва. В качестве аккордеониста играл с такими отечественными джазовыми музыкантами, как Алексей Кузнецов, Алекс Ростоцкий, Яков Окунь, Игорь Бойко. Выпустил два инструментальных альбома аккордеонного джаза — «Once i loved» (1998) и «Get Happy. Accordion in Jazz» (2006). В 1999 году его первый сольный альбом был признан Московской ассоциацией джазовых журналистов «Альбомом года».

## Биография
Владимир Данилин родился в подмосковном Домодедово 2 декабря 1946 года. В пятилетнем возрасте начал осваивать аккордеон. По словам самого музыканта, в то время в музыкальных школах аккордеон не преподавали, считая его «фашистским инструментом», поэтому Данилин учился урывками — у мамы и её подруги. В 13 лет начал играть джаз. В середине 1960-х годов на танцевальной площадке Люберецкого дворца культуры познакомился с трубачом Андреем Товмасяном, с которым Данилин позже работал в квинтете уже в качестве пианиста, и которого считал своим первым учителем. Данилин окончил эстрадно-джазовое отделение Царицынского музыкального училища.
С записями американского джазового аккордеониста Арт Ван Дамма Данилин познакомился в 1961 году будучи ещё подростком. В 2005 году два музыканта встретились в Москве. «Из аэропорта мы ехали на машине. Мой товарищ, сидевший за рулем, включил мой диск, и Арт Ван Дамм всю дорогу слушал и иногда кивал головой. Потом он так невзначай спросил: „ТЫ играешь?“», — рассказывал Данилин.
Постоянным коллегой Данилина в различных бендах является гитарист Алексей Кузнецов. Вместе с Алексом Ростоцким они записали первым сольный альбом Данилина «Once i loved» (1998).
Существует фотография, на которой Данилин запечатлен с Рэем Чарльзом. Сам музыкант рассказывал, что этот снимок был сделан в Москве во время одного из приемов в американском посольстве в честь приезда Рэя Чарльза. Данилин был приглашен туда послом — большим любителем джаза. «Зная, что я люблю Рэя Чарльза, посол подвел меня к руководителю джазбэнда — высокому статному негру и объяснил, кто я. Меня провели к Рэю. Я подошел к нему и сказал всего три фразы по-английски. Суть их была такова: я джазовый аккордеонист Владимир Данилин, всю жизнь Вас слушаю и люблю, спасибо Вам за все, что Вы написали и спели. Рэй поблагодарил меня и пожал мне руку. И вот во время этого нашего короткого разговора кто-то успел нас сфотографировать», — рассказывал Данилин.
Владимир Данилин обладает абсолютным слухом.